# مردم زیبا مشکلات زیبا
«مردم زیبا مشکلات زیبا» (به انگلیسی: Beautiful People Beautiful Problems) ترانه‌ای از خواننده و ترانه‌سرا آمریکایی لانا دل ری با همراهی استیوی نیکس برای پنجمین آلبوم استودیویی‌اش، شهوت برای زندگی (۲۰۱۷) است.